# Liste de journaux en Autriche
 (mars 2023).
Si vous disposez d'ouvrages ou d'articles de référence ou si vous connaissez des sites web de qualité traitant du thème abordé ici, merci de compléter l'article en donnant les références utiles à sa vérifiabilité et en les liant à la section « Notes et références ».
Voici une liste de journaux autrichiens :

## Quotidiens

### Journaux nationaux
- Die Presse
- Der Standard
- Kleine Zeitung
- Kronen Zeitung
- Kurier
- medianet
- Österreich
- Salzburger Nachrichten
- Wiener Zeitung
- Wirtschaftsblatt

### Journaux régionaux
- Die Neue
- Heute
- Neue Vorarlberger Tageszeitung
- Neue Kärntner Tageszeitung
- Neues Volksblatt
- Oberösterreichische Nachrichten
- Salzburger Volkszeitung
- Tiroler Tageszeitung
- Vorarlberger Nachrichten

### Autres
- ViennaTimes

- Arbeiter-Zeitung
- Bild-Telegraf voir aussi Wiener Zeitungskrieg
- Bildtelegramm voir aussi Wiener Zeitungskrieg
- Demokratisches Volksblatt
- Express voir aussi Wiener Zeitungskrieg
- Neue Österreichische Tageszeitung
- Neues Österreich
- Oberösterreichisches Tagblatt
- Reichspost
- Salzburger Tagblatt
- Salzburger Volksblatt
- Sport
- Täglich Alles
- Volksstimme

## Hebdomadaires

### Hebdomadaires nationaux
- Die Furche
- Die ganze Woche
- Falter
- Format
- News
- Profil
- Sportwoche
- TV-Media
- Woman
- Rennbahn-Express
- Zur Zeit

### Hebdomadaires régionaux
- Burgenländische Freiheit (BF)
- Burgenländische Volkszeitung
- Niederösterreichische Nachrichten
- Oberösterreichische Rundschau
- Der Neue Grazer
- Der Neue Steirer
- Grazer Woche
- Echo (Tyrol)

## Bi-hebdomadaires
- e-media
- Sportmagazin

## Mensuels
- Augustin (Vienne)
- Auto touring
- Der Reitwagen
- Gewinn
- Trend
- Datum

## Autres fréquences
- Malmoe (Vienne)
- Tatblatt (Vienne)
- deScripto (Vienne)
- Amtliche Linzer Zeitung
- Veldner Zeitung
- Regionalnachrichten Salzkammergut
- Kupfermuckn (Linz)
- Mariatrosterbote (Graz)
- Europäische Rundschau (Vienne)